# Gymnomyces fuscus
Gymnomyces fuscus är en svampart som beskrevs av T. Lebel 2002. Gymnomyces fuscus ingår i släktet Gymnomyces och familjen kremlor och riskor.   Inga underarter finns listade i Catalogue of Life.